# Elon Gold
Elon Gold (Bronx, Nova Iorque, 14 de Setembro de 1970) é um ator, comediante, roteirista e produtor estadunidense, mais conhecido por ter atuado nas sitcoms Stacked e In-Laws e por ter sido um jurado do programa The Next Best Thing, de Peter Engel.
Como roteirista, ele é parceiro de Ari "Ace" Schiffer, e recentemente, ambos escreveram uma sitcom que acabou por ser vendido para a Touchstone Television. Wifeless é uma sitcom que mostra a vida de dois melhores amigos que se casam.
Elon é o irmão mais velho de Ari Gold, um cantor de R&B, e irmão mais novo de Steven Gold, um músico bem-sucedido que toca na banda The Fountains of Wayne.

## Filmografia

### Televisão
- 2006 Stacked como Gavin P. Miller
- 2006 Chappelle's Show como Steve Barker
- 2005 Tripping the Rift como Jay Leno
- 2004 Frasier como Brad
- 2003 Las Vegas como Ben Pearce
- 2003 In-Laws como Matt Landis
- 1998 Celebrity Deathmatch como Howard Stern
- 1998 You're the One como Mark Weitz
- 1996 Ned and Stacey como Nick

### Cinema
- 2008 Soccer Mom como Tony
- 1998 Restaurant como Kurt
- 1998 Origin of the Species como Paul